# René Vizcaíno
René Vizcaíno es un exfutbolista mexicano que jugó en la demarcación de guardameta. Militó en los equipos profesionales Club de Fútbol Torreón y Universidad de Guadalajara durante su carrera deportiva.

## Trayectoria
Llegó a Torreón en enero de 1965, en la temporada 65-66 fue prestado al equipo Zamora, donde estuvo toda la temporada.
Fue un jugador importante y fundamental en la época  de los diablos blancos, luego de la desaparición del club ya que fue trasladado a Guadalajara con el nombre de Leones Negros culminó su carrera militando con ellos en 1976 y logrando un subcampeonato.

## Clubes
| Club                       | País   | Año       |
| -------------------------- | ------ | --------- |
| Club de Fútbol Torreón     | México | 1963-1974 |
| Universidad de Guadalajara | México | 1975-1976 |

## Palmarés

### Torneos nacionales
- Subcampeón de la Copa México: 1969/1970 con CF Torreón
- Segunda División de México: 1968/69 con el CF Torreón
- Copa México de la Segunda división mexicana: 1968/69 con el CF Torreón
- Subcampeón de la Primera División de México: con Universidad de Guadalajara.